# Denis Vasiljevič Davidov
Denis Vasiljevič Davidov (rusko Дени́с Васи́льевич Давы́дов), ruski general, pesnik in dramatik, * 1784, † 1839.
Bil je eden izmed pomembnejših konjeniških generalov, ki so se borili med Napoleonovo invazijo na Rusijo; posledično je bil njegov portret dodan v Vojaško galerijo Zimskega dvorca.
Med vojno je zaslovel predvsem zaradi gverilskega bojevanja; izumil pa je tudi novo vrst poezije in sicer huzarsko poezije (na podlagi lastnih izkušenj je napisal več pesmi).